# Ku
Ku — белок, связывающийся с двуцепочечными разрывами в структуре ДНК. Ku необходим для репарации ДНК по пути негомологичного соединения концов (NHEJ). Эволюционно Ku консервативен от бактерий до человека. Древний бактериальный Ku является гомодимером, эукариотический гомолог Ku — гетеродимер, состоящий из двух полипептидов — Ku70 (продукт гена XRCC6) и Ku80 (закодирован геном XRCC5), молекулярная масса этих полипептидов составляет 70 и 80 кДа, соответственно. Субъединицы Ku образуют корзиноподобную структуру, закрепляющуюся на конце молекулы ДНК. После связывания Ku может скользить по цепочке ДНК, на конец которой могут нанизываться новые молекулы Ku. У высших эукариот Ku образует комплекс с каталитической субъединицей ДНК-зависимой протеинкиназы (DNA-PKcs) и образует полную ДНК-зависимую протеинкиназу, DNA-PK. Ku, по-видимому, функционирует как молекулярный остов, к которому прикрепляются другие белки, принимающие участие в процессе NHEJ.
Обе субъединицы Ku были экспериментально удалены из генома мыши. Такие мыши имели различные хромосомные перестройки, что указывает на необходимость NHEJ для поддержания целостности генома.
Во многих организмах Ku имеет дополнительные функции по поддержанию структуры теломер.
Обилие Ku80 по-видимому, влияет на продолжительность жизни организмов.